# Mycena rubromarginata
Espèce
Mycena rubromarginata est une espèce de champignons (Fungi) de l'ordre des Agaricales et de la famille des Mycenaceae.